# Glicério Alves
Glicério Alves de Oliveira (Rio Pardo, 8 de setembro de 1893 — Porto Alegre, 10 de setembro de 1967) foi um advogado, pecuarista e político brasileiro. Foi Deputado federal constituinte pelo Rio Grande do Sul em 1946.

## Biografia
Glicério Alves de Oliveira nasceu no dia 8 de setembro de 1893 na cidade de Rio Pardo-RS, filho Manoel Alves de Oliveira e de Rosalia de Oliveira, tendo como irmão Ernesto Alves. Seu pai era um pecuarista, coronel e político influente no Rio Grande do Sul.
Ingressou na Faculdade de Direito de Porto Alegre, tendo obtido o bacharelado em 1917. Já no ano seguinte assumiu cargo de promotor público na então cidade de Cachoeira-RS. Mais tarde, assumiu a subchefia da polícia gaúcha respectiva à 4ª Região. No início da década de 1920, filiou-se ao Partido Republicano Rio-Grandense (PRR), tendo sido representante do partido na sua cidade, na qualidade de membro da comissão executiva, chegando na ocasião ao cargo de conselheiro municipal.
Em 1929, se elegeu deputado na Assembleia Legislativa do Rio Grande do Sul, integrando ali a Frente Única Gaúcha (FUG), que era resultado da coligação entre o Partido Republicano Rio-Grandense (PRR) e o Partido Libertador (PL), que dentre seus objetivos visava a sustentação política no estado a candidatura de Getúlio Vargas à presidência da República, nas eleições de março de 1930, pela Aliança Liberal. Porém, com a derrota de Vargas, este e seus partidários passaram a acentuar as conspirações já em curso para um levante armado em todo o país com o objetivo de um golpe de estado.
Aderiu à Revolução de 1930, seguindo com as tropas comandadas por José Antônio Flores da Cunha em direção ao Paraná. Em outubro daquele ano, esteve junto das tropas revolucionárias em Itararé-SP, ocasião em que, após breve confronto entre os rebeldes e as forças legalistas, estas se renderam àquelas após a precipitação do golpe de estado na capital federal pelos generais Augusto Tasso Fragoso, José Isaías de Noronha e João de Deus Mena Barreto, que resultou na deposição do presidente Washington Luís. Após a deposição, a Junta Governativa Provisória composta por aqueles três generais entregou o cargo do Governo Provisório a Getúlio Vargas em 2 de novembro de 1930.
No início de 1932, frustrado com os rumos do governo de Getúlio Vargas, aderiu ao movimento gaúcho que articulava junto com os líderes paulistas o movimento constitucionalista, que viria a ser denominado Revolução Constitucionalista, tendo participado inicialmente na qualidade de emissário de Antônio Augusto Borges de Medeiros quando em representações no Rio de Janeiro, Minas Gerais e São Paulo. Em 9 de julho daquele ano, movimento insurrecional foi deflagrado em São Paulo, a partir dessa data passou a atuar militarmente no Rio Grande do Sul, junto a outros líderes gaúchos como Lindolfo Collor e João Batista Luzardo. Com o fim da Revolução Constitucionalista, em outubro de 1932, ficou no exílio no Uruguai, retornando em 1934 com a anistia geral.
Em 1945, voltou a vida pública ao eleger-se deputado constituinte pelo Rio Grande do Sul para a Assembleia Nacional Constituinte (ANC) de 1946, pelo partido Partido Social Democrático (PSD). Naquela ocasião, fez oposição às propostas da União Democrática Nacional (UDN) que buscava uma Carta Constitucional radicalmente distinta da Constituição de 1937. Fez também oposição ao Partido Comunista Brasileiro (PCB). Como parlamentar também defendeu a adoção do parlamentarismo como sistema de governo e integrou a Comissão de Diplomacia da Câmara dos Deputados do Brasil.
Nos anos de 1950, foi nomeado Secretário de Educação do Rio Grande do Sul no governo de Ildo Meneghetti (PSD). Atuava também como pecuarista e  colaborador na seção de assuntos rurais do jornal Correio do Povo de Porto Alegre.
Com o movimento político-militar ocorrido em 31 de março de 1964, que culminou em um regime militar no país, continuou na política na qualidade de presidente do PSD em seu estado.
Faleceu em Porto Alegre, no dia 10 de setembro de 1967.Em sua homenagem, foi fundada a Escola Estadual Dr. Glicério Alves de Oliveira na capital gaúcha.